# Roderick Weusthof
Roderick Weusthof, né le 18 mai 1982 à Nimègue, est un joueur néerlandais de hockey sur gazon.
Il fait partie de l'équipe des Pays-Bas de hockey sur gazon médaillée d'argent aux Jeux olympiques d'été de 2012.

## Palmarès

### Jeux olympiques
- Jeux olympiques d'été de 2012 à Londres,  Royaume-Uni
  -  Médaille d'argent

### Champions Trophy
- 2004: Médaille d'argent
- 2005: Médaille d'argent
- 2006: Médaille d'or
- 2011: Médaille de bronze

### Championnats d'Europe
- Championnat d'Europe de hockey sur gazon masculin 2005 à Leipzig,  Allemagne
  -  Médaille d'argent
- Championnat d'Europe de hockey sur gazon masculin 2007 à Manchester,  Royaume-Uni
  -  Médaille d'or
- Championnat d'Europe de hockey sur gazon masculin 2011 à Mönchengladbach,  Allemagne
  -  Médaille d'argent